# Tutima
Tutima Uhrenfabrik GmbH Ndl. Glashütte es una manufactura relojera alemana fundada en 1927 en Glashütte (Sajonia), por Ernst Kurtz. El nombre Tutima deriva del adjetivo latino "tutus" ("seguro, protegido").

## Historia

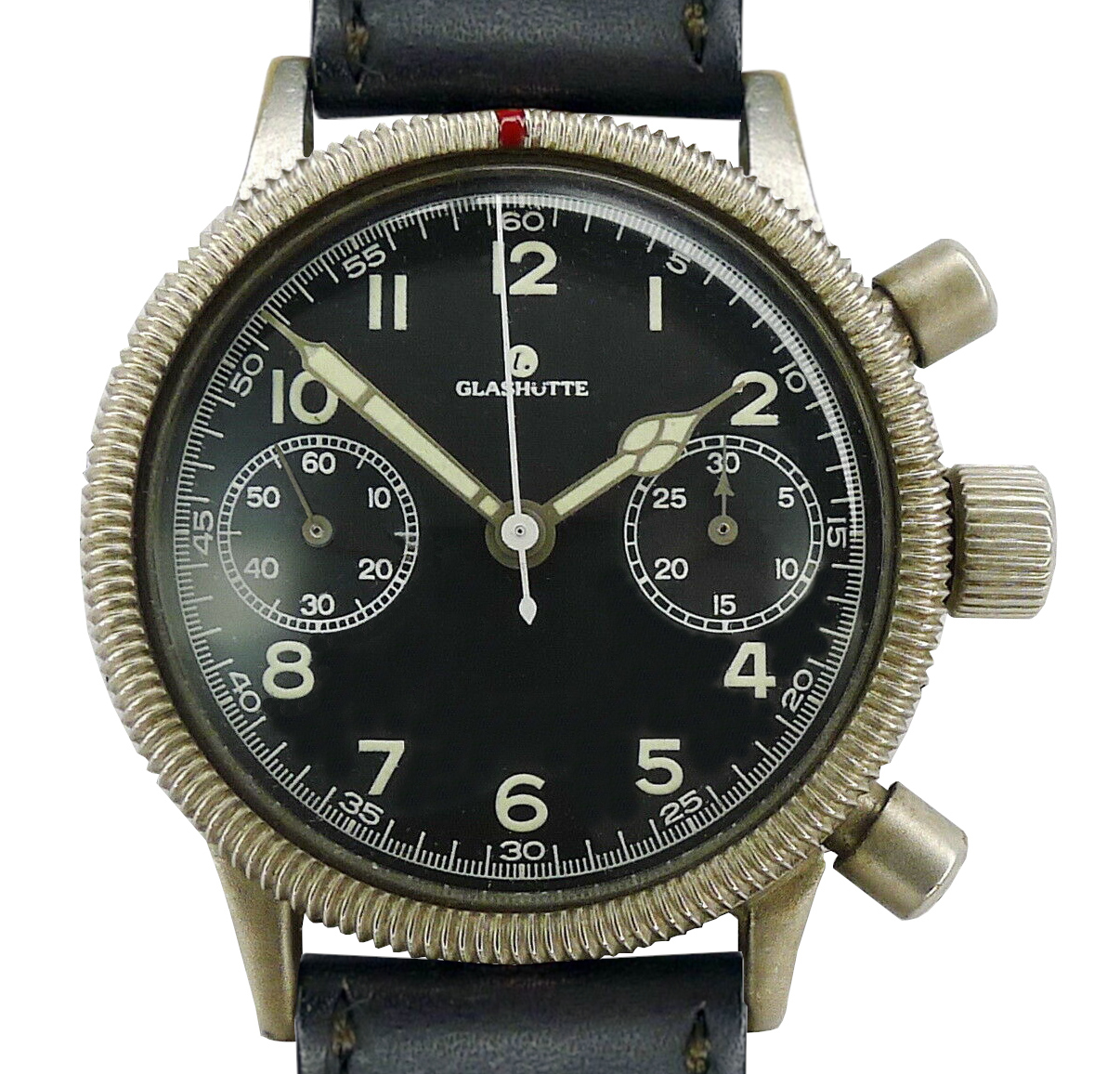
El cronógrafo Flieger de Tutima Glashütte, que se fabricó durante la Segunda Guerra Mundial para el ejército alemán, recibió entonces el nombre de Wehrmacht

En la década de 1930, un total de 1000 empleados trabajaban para dos sociedades anónimas legalmente independientes, UROFA y UFAG. Un día antes de que la fábrica fuera destruida por los bombarderos soviéticos el 7 de mayo de 1945, Kurtz, director general de UROFA y UFAG, huyó a Occidente con varios empleados. Inicialmente, comenzó a fabricar relojes bajo su propio nombre en Memmelsdorf, Alta Franconia, utilizando piezas de Glashütte. Posteriormente, incorporó calibres de alta calidad para relojes de pulsera de desarrollo propio, que se vendían bajo la marca "Glashütte Tradition". En 1951, trasladó la producción a Ganderkesee, Baja Sajonia.
En 1956, la empresa de Kurtz se declaró en quiebra y pasó a manos de otros propietarios. Después de que la firma dejara de producir movimientos de relojería, Dieter Delecate, exempleado de Kurtz y su sucesor, continuó la producción a principios de la década de 1960, adquiriendo movimientos a otros fabricantes. Poco después, Delecate fue el primero en Alemania Occidental en recuperar el nombre de los relojes Tutima. Este nombre ya se había recuperado bajo la dirección de Ernst Kurtz durante una breve colaboración con Werner Pohlan, quien trabajó para UFAG A.G. Glashütte hasta 1945, en la empresa de distribución "Tutima Uhren - Glashütter Tradition". En 1970, el nombre "Tutima" se registró para su protección en la Oficina Alemana de Patentes.
En 2008, la producción comenzó a trasladarse a Glashütte. Desde mayo de 2011, esta nueva fábrica produce relojes con movimientos mecánicos tanto de desarrollo propio como de fabricación propia y modificados. El "Hommage Minute Repeater" se presentó en memoria del fundador de la marca Tutima, Ernst Kurtz. Desde abril de 2013, Tutima Glashütte produce cuatro nuevas familias de modelos: "Saxon One", "Grand Flieger", "M2" y "Patria", además del singular modelo "Hommage". El maestro relojero de Dresde, Rolf Lang, fue el diseñador jefe de Tutima Glashütte hasta 2012, y el diseño de los relojes actuales se basa en familias anteriores.
Tutima Alemania está registrada con el número HRB 140173 en el Amtsgericht Delmenhorst y es miembro de la Industrie und Handelskammer Oldenburg. A su vez, la marca Tutima está registrada desde el 7 de abril de 1970. Tutima USA, Inc. (), una empresa independiente, tiene su sede en Torrance (California).

## Productos
Su gama de productos está constituida por cronógrafos analógicos de alta precisión, incluyendo el reloj para pilotos de aviación (Fliegerchronograph), que es el modelo estándar del equipamiento militar de los pilotos de la OTAN y de la Fuerza Aérea Alemana.
La firma fabrica cinco líneas de productos en Glashütte:
- Patria
- M2
- Saxon One
- Grand Flieger
- Sky

Un producto muy conocido de Tutima es la familia Military, compuesta por las referencias 798 (caja de acero), 760 (caja de titanio) y 750 (caja de titanio con bisel giratorio bidireccional), conocidas como cronógrafos NATO por su distintiva forma de caja y sus pulsadores de cronógrafo accionados con guantes.